# Galatina Challenger 1980
Il Galatina Challenger 1980 è stato un torneo di tennis facente parte della categoria ATP Challenger Series nell'ambito dell'ATP Challenger Series 1980. Il torneo si è giocato a Galatina in Italia dal 6 al 12 maggio 1980 su campi in terra rossa.

## Vincitori

### Singolare
Gilles Moretton ha battuto in finale  Stefan Simonsson con il punteggio di 6–1, 3–6, 6–2

### Doppio
Syd Ball /  Chris Kachel hanno battuto in finale  Tim Garcia /  MichaelGrant con il punteggio di 6–2, 6–1